# Kleiner Erzwiessee
Der Kleine Erzwiessee ist ein See in der Marktgemeinde Bad Hofgastein im österreichischen Bundesland Salzburg.

## Geografie
Der Kleine Erzwiessee liegt auf einer Höhe von 2164 m ü. A. an den nördlichen Berghängen des 2510 m ü. A. hohen Kleinen Silberpfennigs in der Goldberggruppe. Er ist von Gneis-Wänden umgeben. Das Gewässer befindet sich in der Katastralgemeinde Vorderschneeberg der Marktgemeinde Bad Hofgastein. Die Fläche des Kleinen Erzwiessees beläuft sich auf 0,15 ha. Er ist 98 m lang und 30 m breit. Sein Umfang beträgt 380 m und seine maximale Tiefe 0,8 m.
Der (Große) Erzwiessee befindet sich etwa 300 m weiter südöstlich. Weitere Gebirgsseen im Einzugsgebiet des Angersbachs sind der Ecklgrubensee und der Mitterastensee.

## Ökologie
Der Kleine Erzwiessee hat den Charakter eines naturnahen Tümpels mit einem Verlandungsmoor. Ihm wird ein sehr großer ökologischer Wert beigemessen. Zwischen dem Kleinen und dem Großen Erzwiessee erstreckt sich eine Zwergstrauchheide.